# Takaaki Kidani

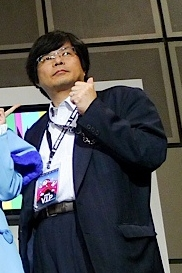
Takaaki Kidani, 2011

Takaaki Kidani (木谷 高明 Kidani Takaaki, * am 6. Juni 1960 in Kanazawa, Präfektur Ishikawa) ist ein japanischer Geschäftsmann. Er ist Gründer des Multimediakonzerns Bushiroad und war Vorsitzender von New Japan Pro-Wrestling, die seit 2012 zu Bushiroad gehört.

## Leben
Nachdem Kidani ein Studium in Wirtschaft an der Musashi-Universität abgeschlossen hatte, arbeitete er bis zum Jahr 1994 für Yamaichi Securities. Am 25. März gleichen Jahres gründete er das Start-up-Unternehmen Broccoli, welches zu Beginn ein reines Eventmanagement-Unternehmen war. Zwischen 1994 und 1998 erweiterte er dieses Angebot mit Comic Castle für Dōjinshi. 1996 eröffnete er die Geschäftskette Gamers, welches sich auf Anime und Videospiele fokussierte und später in der inzwischen aufgelösten Jasdaq Shōken Torihikijo gelistet war.
Im Mai des Jahres 2007 gründete er den Konzern Bushiroad, welches zunächst auf die Entwicklung und Veröffentlichung von Kartenspiele ausgerichtet war. Der Name ist eine Anspielung auf das Multimedia-Projekt Neppu Kairiku Bushi Road, welches Kidani erfolglos versuchte, als Film umzusetzen als er noch bei Broccoli war. Das Projekt nahm Kidani im Jahr 2013 erneut auf. Bushiroad sollte später mehrere, vor allem in Japan bekannte, Multimedia-Projekte starten, darunter Tantei Opera Milky Holmes und BanG Dream!.
Im Jahr 2017 trat Kidani als repräsentativer Direktor des Unternehmens zurück und wurde Teil des Board of Directors im Unternehmen.
In den Jahren 2014, 2015 und 2017 wurde Kidani vom Wrestling Observer Newsletter jeweils zum Promoter des Jahres ausgezeichnet.